# Vez
Vez är en kommun i departementet Oise i regionen Hauts-de-France i norra Frankrike. Kommunen ligger i kantonen Crépy-en-Valois som tillhör arrondissementet Senlis. År 2022 hade Vez 280 invånare.

## Befolkningsutveckling
Antalet invånare i kommunen Vez
| Referens: INSEE |